# Adenodolichos rhomboideus
Adenodolichos rhomboideus là một loài thực vật có hoa trong họ Đậu. Loài này được (O.Hoffm.) Harms miêu tả khoa học đầu tiên.